# Ochthebius montesi
Ochthebius montesi är en skalbaggsart som beskrevs av Ferro 1984. Ochthebius montesi ingår i släktet Ochthebius och familjen vattenbrynsbaggar. Inga underarter finns listade i Catalogue of Life.